# Nauclea parva
Nauclea parva är en måreväxtart som först beskrevs av George Darby Haviland, och fick sitt nu gällande namn av Elmer Drew Merrill. Nauclea parva ingår i släktet Nauclea och familjen måreväxter. Inga underarter finns listade i Catalogue of Life.